# 高楠里
高楠里位於高雄市仁武區西端，因境內的高楠新村而得名。東臨八卦里、五和里，與國道一號為里界，西臨高雄市左營區福山里，南臨高雄市三民區鼎強里、鼎盛里，西北邊與半屏山、五和里為鄰。

## 歷史
本里大部分區域在日治時期為農地，傳統土地利用都為農耕，而里內水利設施—七番埤，依清代的鳳山縣采訪冊所載，「七番陂（即下五塊厝陂），在半屏里，縣西北十二里，周三里許，源受九翻陂西南行二里許，下注船仔頭港，溉田十五甲。」為現存愛河上游少數埤塘，也是曹公新圳流域的埤塘，是供應灌溉的重要水源。
里內北邊的住宅聚落於1969年建立，因地處省道台一線高雄市區至楠梓之間，故名曰高楠新村。在1983年以前，均屬於八卦村15鄰至30鄰，因原八卦村鄰數已趨飽和，且人口日有持續增多之勢，又村民往來洽事諸多不便，於1983年10月1日由八卦村劃出，獲准獨立設村。又因2010年縣市合併而改制為「高楠里」。

## 地理區劃
里內的區域包含高楠新村、碧湖城堡社區、後港仔三聚落，而最南端的後港仔為里內唯一傳統聚落，緊鄰高雄榮民總醫院。
橫跨里內的霞海重劃區在2013年完成重劃，原為金義興合板公司的廠房和農地；重劃後連接了分據南北邊的高楠新村和後港仔聚落，也因與左營區、高雄榮總相鄰，且離高鐵站、鼎金系統交流道近而交通便利，吸引大量人口流入，雨後春筍般新建不少透天和大樓。
九番埤東側以及國道一號西側，原為農地的的76期自辦重劃區也在2020年完成重劃。

## 教育
本里原為屬於大灣國中的學區，縣市合併後反而距離文府或福山國中較近。但學區卻遲未統整，學生卻需騎單車到3公里外的大灣國中上課。直到2020年高市教育局將高楠里改為自由學區，學生才可選擇到文府、福山或大灣國中就讀。

## 里內設施
- 台灣高鐵左營基地
- 台灣時報
- 九番埤濕地公園
- 高楠霞海城隍廟
- 後港仔天公廟
- 7-Eleven愿橋門市，於2024年11月4日開幕[8]
- 全聯仁武霞海店

## 里內重要道路
- 高鐵路
- 高楠公路
- 霞海路
- 霞海東二街
  - 前接霞海路，後接後港巷
- 後港巷
  - 前接霞海東二街，過國道一號涵洞後接八卦里永仁街

## 公共運輸
- 小黃公車
  - 紅50：捷運生態園區站－九番埤濕地公園－榮總側門－榮總健康照護大樓（皇冠大車隊營運）
- 高雄市公共自行車租賃系統：
  - 高鐵左營基地：高鐵路1999號(前人行道)
  - 高楠五高楠四街口：高楠五街/高楠四街南側
  - 霞海東二霞海中街口：霞海東二街/霞海中街(南側)
  - 霞海榮總路522巷口：霞海路/榮總路522巷(西北側)
  - 九番埤濕地公園：霞海路/霞海東一街(東南側)
  - 九番埤濕地公園(霞海南二街)：霞海南二街/後港巷(西北側)